# Cryptosepalum elegans
Cryptosepalum elegans är en ärtväxtart som beskrevs av Letouzey. Cryptosepalum elegans ingår i släktet Cryptosepalum, och familjen ärtväxter. Inga underarter finns listade i Catalogue of Life.